# PNC Park
PNC Park – stadion baseballowy w Pittsburghu, na którym swoje mecze rozgrywa zespół Pittsburgh Pirates. Jego pojemność wynosi 38 362. To trzeci od końca pod względem wielkości stadion w Major League Baseball.
Plany budowy nowego obiektu pojawiły się w 1991, jednak inwestycję rozpoczęto w kwietniu 1999. W sierpniu 1998 prawa do nazwy stadionu wykupiła firma PNC Financial Services. Pierwszy mecz sezonu zasadniczego rozegrano 9 kwietnia 2001; spotkanie Pirates – Cincinnati Reds obejrzało 36 954 widzów. W 2006 na PNC Park odbył się 77. All-Star Game. Rekordową frekwencję zanotowano 7 października 2013 podczas meczu nr 4, rozegranego w ramach National League Division Series pomiędzy Pirates a St. Louis Cardinals, który obejrzał nadkomplet 40 493 widzów.
Na stadionie miały miejsce również koncerty, między innymi Bruce'a Springsteena, Dave Matthews Band, Pearl Jam i Foreigner.

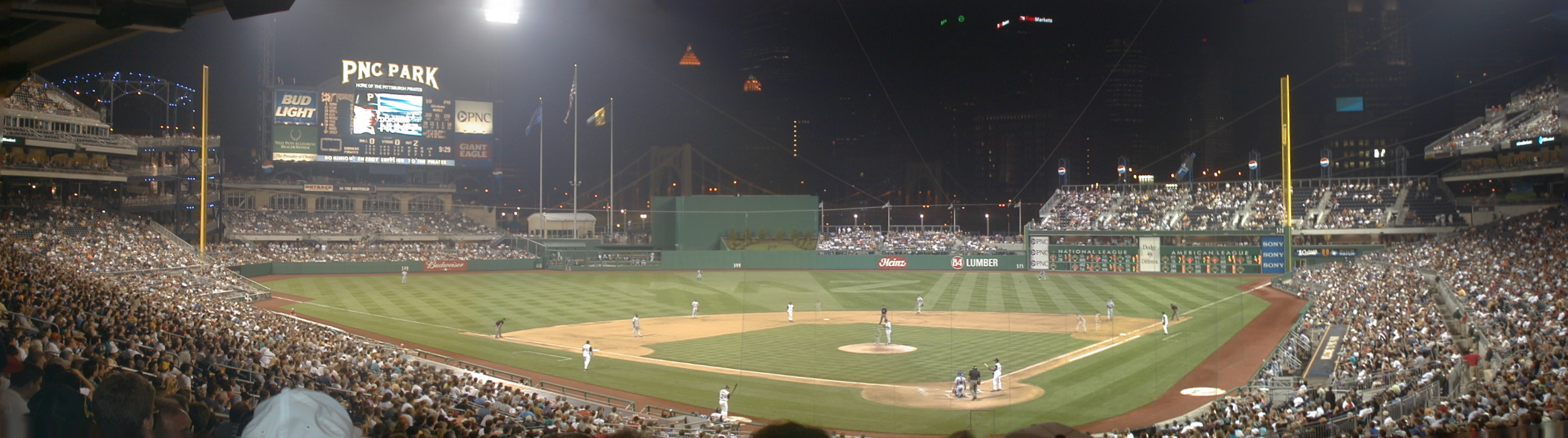
PNC Park podczas meczu Pirates-Los Angeles Dodgers rozegranego 7 sierpnia 2001.